# Franz Stadtmüller

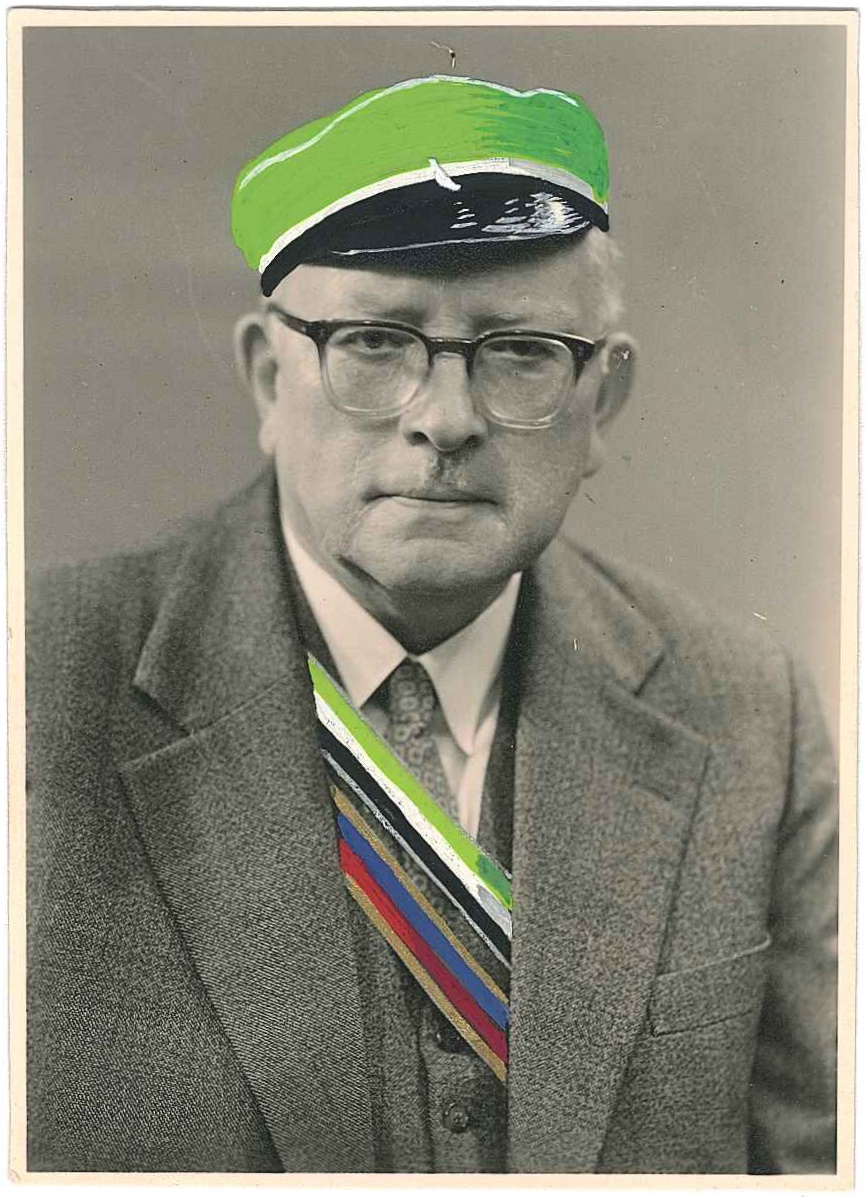
Franz Stadtmüller

Franz Georg Andreas Stadtmüller (* 20. Januar 1889 in Kassel; † 25. März 1981 in Hof (Saale)) war ein deutscher Mediziner und Autor von Schriften zur Studentengeschichte. Er wirkte als Hochschullehrer in Göttingen und Köln.

## Leben
Nachdem er 1909 in Kassel das Abitur gemacht hatte, studierte Stadtmüller Vorklinik an der Georg-August-Universität Göttingen. Nach der Fuchsenzeit wurde er am 4. Dezember 1909 im Corps Hildeso-Guestphalia Göttingen recipiert. Nach dem Physikum wechselte er an die Albert-Ludwigs-Universität Freiburg. Als Volontärassistent von Robert Wiedersheim schrieb er seine Doktorarbeit in vergleichender Anatomie. Examen und Promotion zum Dr. med. fielen 1914 fast zusammen.
Er ging als Volontärassistent zu Ernst Gaupp in die Anatomie der Albertus-Universität Königsberg, musste aber als Sanitätsoffizier in den Ersten Weltkrieg ziehen. 1916 war er in Kowno stationiert und dort Mitgründer und Vorstandsmitglied des AHSC. Als Oberarzt des deutschen Heeres entlassen, kehrte er 1917 als planmäßiger Assistent an die Göttinger Anatomie zurück. Nachdem er sich 1919 dort habilitiert hatte, wurde er 1921 zweiter Prosektor und 1926 a.o. Professor.
Nach dem Wahlsieg der Nationalsozialistischen Deutschen Arbeiterpartei bei der Reichstagswahl März 1933 gehörte Stadtmüller zu den 42 Göttinger Professoren, die am 24. April 1933 im Göttinger Tageblatt eine Gegenrede zu einem dort wenige Tage zuvor publizierten Protestschreiben des jüdischen Physikers James Franck veröffentlichten. Als Weltkriegsteilnehmer vor der Entlassung zunächst geschützt, hatte der Nobelpreisträger sein Hochschulamt kurz nach Bekanntwerden der rechtswidrigen Entlassung jüdischer und politisch missliebiger Staatsbediensteter aus dem Staatsdienst aus Protest freiwillig aufgegeben und öffentlich auf die Diskriminierung deutscher Juden verwiesen. Die Kollegen bezeichneten diese von James Franck geäußerte Kritik an der staatlichen Diskriminierung von Juden als „Sabotageakt“ gegenüber den neuen NS-Machthabern und empfahlen eine beschleunigte Durchführung der „notwendigen Reinigungsmaßnahmen“ der Regierung.
Stadtmüller unterzeichnete im November 1933 das Bekenntnis der Professoren an den deutschen Universitäten und Hochschulen zu Adolf Hitler. Er trat im selben Jahr der NSDAP bei. 1939 wurde er in Göttingen beamteter außerplanmäßiger apl. Professor.
1940 wurde er von der Universität Köln als Ordinarius und Direktor des Anatomischen Instituts berufen. Im Zweiten Weltkrieg unabkömmlich ("UK") gestellt, war er nur fünf Wochen „als Schipper“ im Reichsarbeitsdienst am Westwall eingesetzt. 1944 in Köln ausgebombt, zog er zurück nach Göttingen. Vergeblich bemühte er sich um eine Vorlesungstätigkeit an der Universität.
Seit 1949 im Ruhestand, widmete er sich der Göttinger Studentengeschichte und der Geschichte mecklenburgischer Verbindungen (der Vandalen) an deutschen Hochschulen.
Aus der 1917 geschlossenen Ehe mit Elisabeth geb. Israel gingen zwei Söhne und eine Tochter hervor. Ein Sohn fiel im Zweiten Weltkrieg.

## Veröffentlichungen

### Medizin
- Ein Beitrag zur Kenntnis des Vorkommens und der Bedeutung hyalinknorpeliger Elemente in der Sclera der Urodelen. 1914. GoogleBooks
- Zur Beurteilung der plastischen Rekonstruktionsmethode der Physiognomie auf dem Schädel. Zeitschrift für Morphologie und Anthropologie 22 (1922), S. 337–372.
- Über enantioplastische Erscheinungen in der Entwicklung von Schädelkapsel und Inhalt mit besonderer Berücksichtigung des Schläfenbeins. Archiv für Ohren-, Nasen- und Kehlkopfheilkunde 152 (1943), S. 110–140[10]
- Die Rekonstruktion der Weichteile des Schädels, 1961. GoogleBooks

### Studentengeschichte
- Geschichte des Corps Hildeso-Guestphalia zu Göttingen. Göttingen 1954
- Das Corps Hansea II zu Göttingen und der Göttinger Bierkrawall vom Jahre 1881. Einst und Jetzt 1 (1956), S. 85–100.
- Gab es in Frankfurt a. O. eine Vandalia? Einst und Jetzt 2 (1957), S. 24–26.
- Die Göttinger Vandalia mit ihren Tochterverbindungen sowie einige Bemerkungen zur Entstehung der Vandalenfarben. Einst und Jetzt 4 (1959), S. 106–117. – Ergänzungen zum Corpsbestand der Vandalia Göttingen [1815–1818]. Bd. 12 (1967), S. 92–95.
- Otto v. Bismarck als Student in Göttingen 1832/33 und seine späteren Beziehungen zu seinem Corps Hannovera, zur Georgia Augusta und zur Stadt. Göttinger Jahrbuch, ISSN 0072-4882 (1960), S. 1–18
- Auszug aus dem Paukbuch der Hannovera vom SS 1831–SS 1834: Mensuren Otto v. Bismarck's 1832/33. Göttingen 1960. GoogleBooks
- Geschichte des Corps Hannovera zu Göttingen 1809–1959. Göttingen 1963.
- Die Entwicklung der Landsmannschaften (Corps) in Rostock zu Beginn des 19. Jahrhunderts (Vandalia I, Saxonia I, Rostochia). Einst und Jetzt 9 (1964), S. 52–82
- Corpstafel der Hildeso-Guestphalia zu Göttingen, in erweiterter Form, 10. Juni 1854 bis 1. April 1961. 1966. GoogleBooks
- Vom jungen Bismarck – Briefwechsel mit seinem Corpsbruder Gustav Scharlach (1833–1853). Hamburg 1966.
- Erinnerungen des stud. Carl v[on]. Düring (1773–1862) an seine Universitätsjahre 1791–1793 in Jena und Göttingen. Einst und Jetzt 13 (1968), S. 119–131.